# Borsa-patak (Kolozs)
A Borsa-patak (románul: Râul Borșa) a Kis-Szamos bal oldali mellékvize Romániában, Kolozs megyében. Hossza 38 km, vízgyűjtő területe 267 km². Válaszútnál torkollik a Kis-Szamosba.
Települések a patak mentén: Kisesküllő, Nagyesküllő, Borsaújfalu, Csomafája, Kolozsborsa, Válaszút. 
A Borsa völgyében az Erdélyi Tudományos Intézet az 1940-es évek elején több éves komplex falukutatást végzett, azóta a néprajzi irodalomban is szerepel.